# Oskava
Oskava (in tedesco Oskau) è un comune della Repubblica Ceca facente parte del distretto di Šumperk, nella regione di Olomouc.